# Pandaka rouxi
Pandaka rouxi är en fiskart som först beskrevs av Weber, 1911.  Pandaka rouxi ingår i släktet Pandaka och familjen smörbultsfiskar. Inga underarter finns listade i Catalogue of Life.